# Yago, Mexiko
Yago är en ort i Mexiko.   Den ligger i kommunen Santiago Ixcuintla och delstaten Nayarit, i den centrala delen av landet, 700 km väster om huvudstaden Mexico City. Yago ligger 32 meter över havet och antalet invånare är 4 063.
Terrängen runt Yago är platt åt nordväst, men åt sydost är den kuperad. Runt Yago är det ganska glesbefolkat, med 45 invånare per kvadratkilometer. Närmaste större samhälle är Santiago Ixcuintla, 15,0 km väster om Yago. Omgivningarna runt Yago är en mosaik av jordbruksmark och naturlig växtlighet.